# إليزابيث تايلور (صحفية)
إليزابيث تايلور (بالإنجليزية: Elizabeth Taylor)‏ هي رسامة نباتية ‏ ورسامة وصحفية أمريكية، ولدت في 8 يناير 1856 في كولومبوس في الولايات المتحدة، وتوفيت في 1932 في شلبورن في الولايات المتحدة.